# 243440 Colonia
243440 Colonia è un asteroide della fascia principale. Scoperto nel 2009, presenta un'orbita caratterizzata da un semiasse maggiore pari a 2,8034642 UA e da un'eccentricità di 0,2090389, inclinata di 3,41850° rispetto all'eclittica.
L'asteroide è dedicato al nome latino (Colonia Claudia Ara Agrippinensium) dell'omonima città tedesca.